# Mariä Verkündigung (Mariabrunn)

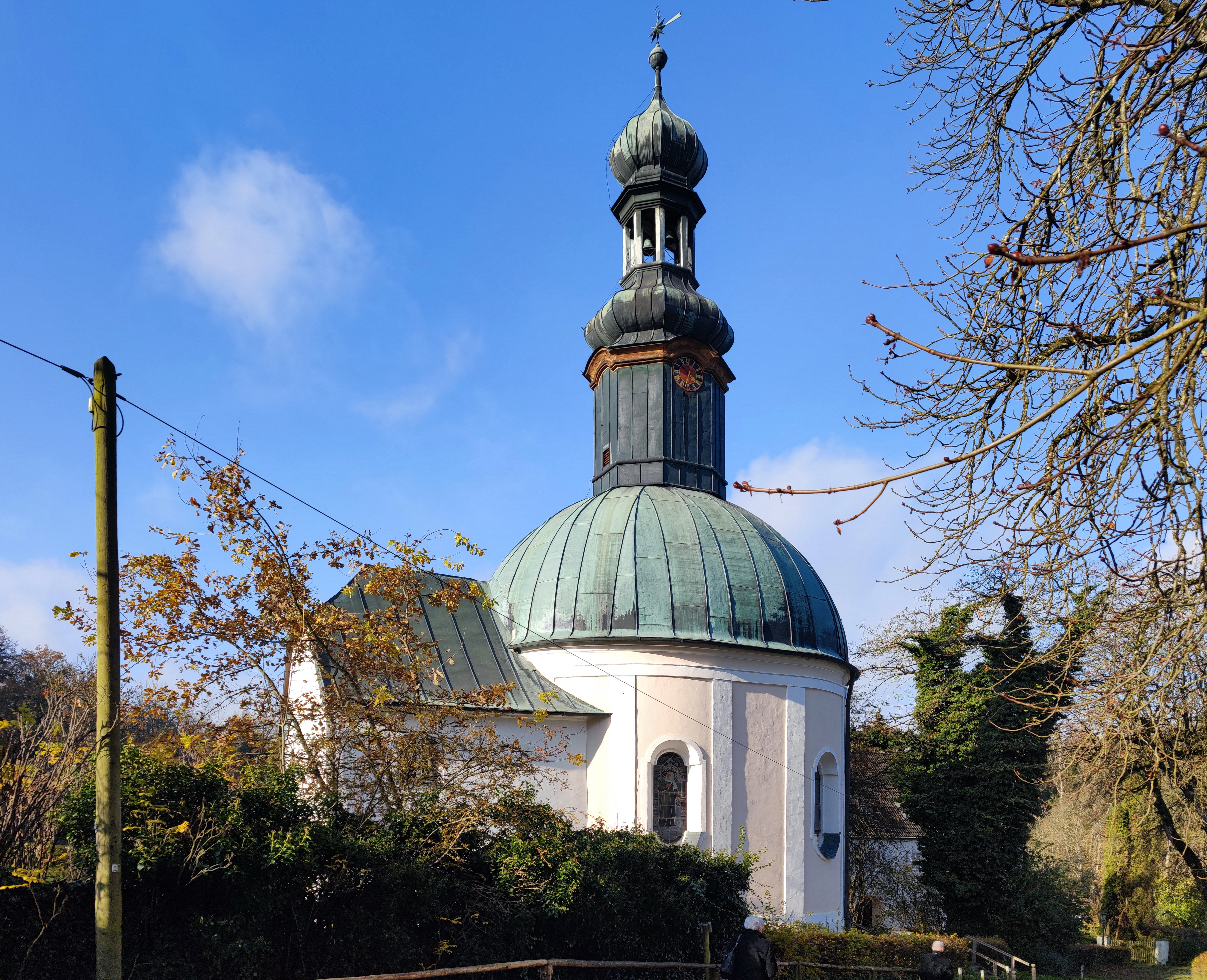
Mariä Verkündigung in Mariabrunn

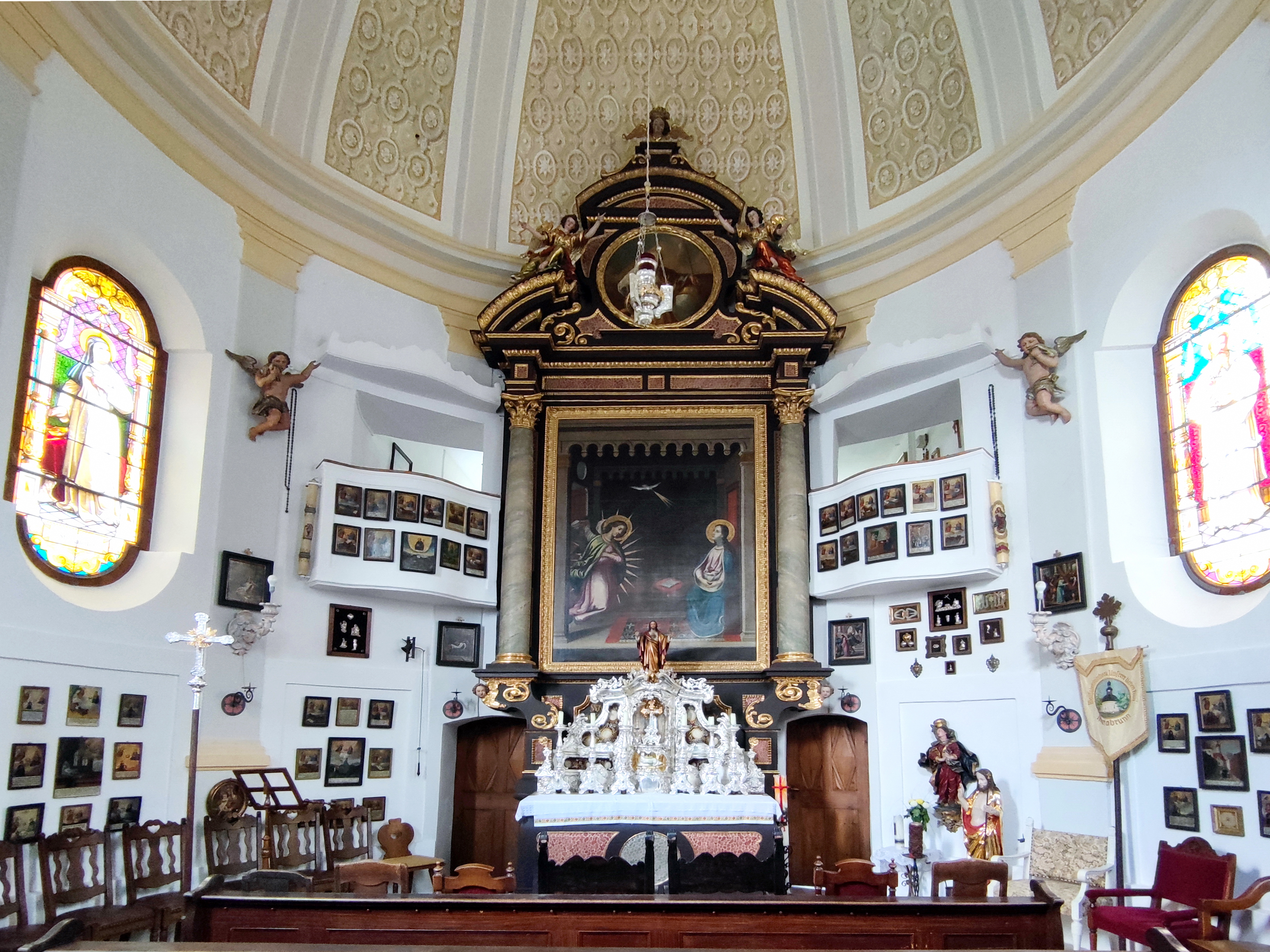
Innenansicht

Die römisch-katholische Kapelle Mariä Verkündigung, eine ehemalige Wallfahrtskirche, steht in Mariabrunn, einem Ortsteil von Röhrmoos im oberbayerischen Landkreis Dachau. Die Kirche steht unter Denkmalschutz und ist in der Liste der Baudenkmäler in Röhrmoos unter der Nr. D-1-74-141-15 eingetragen. Sie gehört zum Dekanat Dachau des Erzbistums München und Freising.

## Beschreibung
Die Kirche wurde in den Jahren 1663 bis 1670 als barocke Rotunde erbaut. Im 18. Jahrhundert erhielt ihre Kuppel einen achteckigen Dachreiter, dessen Zwiebelhaube sich in einer offenen Laterne mit abschließender Zwiebelhaube fortsetzt. Im Dachreiter hängt eine Glocke. Um 1800 wurde nach Süden die Sakristei mit einem Oratorium im Obergeschoss angebaut.
Der Hochaltar wurde in der zweiten Hälfte des 17. Jahrhunderts aufgestellt. Zentrales Bild des Altarretabels ist eine Kopie des Gnadenbildes aus der Kirche Santissima Annunziata in Florenz.